# جیمز لایتیل
جیمز لایتیل (انگلیسی: James Lighthill; ۲۳ ژانویهٔ ۱۹۲۴ – ۱۷ ژوئیهٔ ۱۹۹۸) دانشمند در زمینه ریاضی‌دان اهل بریتانیا بود.
وی همچنین برندهٔ جوایزی همچون مدال پادشاهی، همکار انجمن سلطنتی، مدال کاپلی، جایزه هاروی، و مدال الیوت کرسون شده‌است.